# Boeing 737 Classic
Boeing 737 Classic je druga generacija potniških letal Boeing 737 in obsega modele -300/-400/-500. Družina 737 Classic je bila razvita kot odgovor na Airbusovo družino A320, je pa kmalu zatem Boeing razvil tretjo in bolj konkurenčo generacijo 737 Next Generation. Trenutno je v razvoju četrta generacija imenovana 737 MAX, ki bo konkurirala A320NEO.
737 Classic je po izgledu podobna 1. generaciji, ima pa izboljšano krilo, večji dolet in kapaciteto sedežev, nove motorje in bolj sodobno avioniko. Edini opcija motorjev, tako kot pri 737 NG, je CFM International CFM56. Podjetje CFM International je tudi edini ponudnik motorjev na 737 MAX
Za razliko od A320, 737 Classic nima sistema fly-by-wire.
Letala 737 Classic so bila v proizvodnji v letih 1984−2000, skupaj so zgradili 1988 letal.

## Specifikacije
|                                  | 737-300                                                                | 737-400                                                                 | 737-500                                                                 |
| -------------------------------- | ---------------------------------------------------------------------- | ----------------------------------------------------------------------- | ----------------------------------------------------------------------- |
| Posadka                          | 2                                                                      | 2                                                                       | 2                                                                       |
| Kapaciteta sedežev               | 149 (1-razred, gosto) 140 (1-razred, tipično) 128 (2-razreda, tipično) | 188 (1-razred, največ) 159 (1-razred, tipično) 146 (2-razreda, tipično) | 140 (1-razred, največ) 122 (1-razred, tipično) 108 (2-razreda, tipično) |
| Širina sedeža                    | 17,2 in (44 cm) (1-razred)                                             | 17,2 in (44 cm) (1-razred)                                              | 17,2 in (44 cm) (1-razred)                                              |
| Dolžina                          | 33,4 m (109 ft 7 in)                                                   | 36,5 m (119 ft 6 in)                                                    | 31,1 m (101 ft 8 in)                                                    |
| Razpon kril                      | 28,9 m (94 ft 9 in)                                                    | 28,9 m (94 ft 9 in)                                                     | 28,9 m (94 ft 9 in)                                                     |
| Višina                           | 11,13 m (36 ft 6 in)                                                   | 11,1 m (36 ft 5 in)                                                     | 11,1 m (36 ft 5 in)                                                     |
| Naklon krila                     | 25°                                                                    | 25°                                                                     | 25°                                                                     |
| Vitkost                          | 9,16                                                                   | 9,16                                                                    | 9,16                                                                    |
| Širina trupa                     | 3,76 m (12 ft 4 in)                                                    | 3,76 m (12 ft 4 in)                                                     | 3,76 m (12 ft 4 in)                                                     |
| Višina trupa                     | 4,11 m (13' 6")                                                        | 4,11 m (13' 6")                                                         | 4,11 m (13' 6")                                                         |
| Širina kabine                    | 3,54 m (11 ft 7 in)                                                    | 3,54 m (11 ft 7 in)                                                     | 3,54 m (11 ft 7 in)                                                     |
| Višina kabine                    | 2,20 m (7 ft 3 in)                                                     | 2,20 m (7 ft 3 in)                                                      | 2,20 m (7 ft 3 in)                                                      |
| Maks. vzletna teža               | 62820 kg (138500 lb)                                                   | 68050 kg (149710 lb)                                                    | 60550 kg (133210 lb)                                                    |
| Maks. pristajalna teža           | 51700 kg (114000 lb)                                                   | 56200 kg (124000 lb)                                                    | 50000 kg (110000 lb)                                                    |
| Maks. teža brez goriva           | 48410 kg (106500 lb)                                                   | 53100 kg (117000 lb)                                                    | 46700 kg (103000 lb)                                                    |
| Kapaciteta tovora                | 23,3 m³ (822 ft³)                                                      | 38,9 m³ (1373 ft³)                                                      | 23,3 m³ (822 ft³)                                                       |
| Vzletna razdalja (MTOW, SL, MSA) | 2300 m (7546 ft)                                                       | 2540 m (8483 ft)                                                        | 2470 m (8249 ft)                                                        |
| Višina leta (servisna)           | 37000 ft                                                               | 37000 ft                                                                | 37000 ft                                                                |
| Potovalna hitrost                | Mach 0,74                                                              | Mach 0,74                                                               | Mach 0,74                                                               |
| Največja hitrost                 | Mach 0,82                                                              | Mach 0,82                                                               | Mach 0,82                                                               |
| Dolet (polno naložen)            | 4204 km (2270 nmi)                                                     | 4204 km (2270 nmi)                                                      | 4444 km (2402 nmi)                                                      |
| Maks. kapaciteta goriva          | 23170 L 6130 am. gal.                                                  | 23800 L 6296 am. gal.                                                   | 23800 L 6296 am. gal.                                                   |
| Proizvajalec motorjev            | CFM International                                                      | CFM International                                                       | CFM International                                                       |
| Motorji (x2)                     | CFM56-3B-1                                                             | CFM56-3B-2                                                              | CFM56-3B-1                                                              |
| Potisk (vzlet)                   | 90 kN (20000 lbf)                                                      | 98 kN (22000 lbf)                                                       | 90 kN (20000 lbf)                                                       |
| Potisk (križarjenje)             | 21810 N (4902 lbf)                                                     | 21900 N (4930 lbf)                                                      | 21810 N (4902 lbf)                                                      |
| Premer ventilatorja              | 1,52 m (60 in)                                                         | 1,52 m (60 in)                                                          | 1,52 m (60 in)                                                          |
| Obtočno razmerje                 | 5,0:1                                                                  | 4,9:1                                                                   | 5,0:1                                                                   |
| Dolžina motorjev                 | 2,36 m (93 in)                                                         | 2,36 m (93 in)                                                          | 2,36 m (93 in)                                                          |
| Teža motorjev                    | 1950 kg (4301 lb)                                                      | 1950 kg (4301 lb)                                                       | 1950 kg (4301 lb)                                                       |

Vir: Boeing